# Особый (альбом)
Особый — пятый студийный альбом российского певца Александра Маршала, выпущенный в 2001 году. На диске представлено 11 композиций.

## Критика
Рецензент Владимир Боровой из агентства InterMedia посчитал, что диск записан качественно, «сыграно – и того лучше». Но песни с альбома он назвал высокопафосными, посчитав, что «У А.Маршала пафос в песнях – напускной, старательный; хриплый голос певца изо всех сил оправдывает заковыристое содержание нетленок, с чувством выводя истории о разбившемся вертолете, офицере на пути к кладбищу, лагере особого режима (давшего название альбому) и пр. ». Также рецензент посчитал, что альбом в таком музыкальном стиле записан зря, и «будто бы А.Маршал не заботится особенно об уважении своего слушателя».

## Список композиций
Слова и музыка всех песен — Вячеслав Клименков, если не указано иное.
| №   | Название           | Текст песни | Музыка             | Длительность |
| --- | ------------------ | ----------- | ------------------ | ------------ |
| 1.  | «Особый»           |             |                    | 3:09         |
| 2.  | «Саня»             |             |                    | 4:05         |
| 3.  | «Профессионал»     |             |                    | 3:31         |
| 4.  | «Минуты затишья»   |             |                    | 3:48         |
| 5.  | «Берег»            |             |                    | 4:00         |
| 6.  | «Последний листок» | Н.Чубарова  | В.Захаров          | 3:25         |
| 7.  | «Невеста»          | Е.Хрулева   | Е.Хрулева          | 3:55         |
| 8.  | «Волчица»          |             |                    | 3:24         |
| 9.  | «Вольный ветер»    | В.Клименков | А.Миньков (Маршал) | 3:09         |
| 10. | «Пацаны»           |             |                    | 3:22         |
| 11. | «Ветеран»          | А.Пшеничный | А.Миньков (Маршал) | 2:51         |

## Участники записи
- Рушан Аюпов — аранжировка, клавиши, баян
- Алексей Осташев — бас-гитара
- Александр Митрофанов — барабаны, перкуссия
- Дмитрий Варшавчик — гитара
- Константин Ясинский — инженеринг
- Андрей Субботин — мастеринг
- Андрей Кучеренко — микширование
- Дистрибьютором пластинки является компания «Мистерия Звука».